# Iglesia de San Saturnino (Santiago de Chile)
La Iglesia de San Saturnino es un templo católico ubicado en el barrio Yungay, en la ciudad de Santiago, Chile. Obra del arquitecto Teodoro Burchard, fue inaugurada en 1887 y lleva el nombre del patrono de Santiago contra los terremotos.

## Historia
El decreto para construir el templo fue firmado por el arzobispo José Alejo Eyzaguirre el 25 de agosto de 1844 en terrenos donde funcionaba uno de los presidios de Santiago. La construcción fue iniciada por el sacerdote Luis Benavente, y fue terminada por el arquitecto Teodoro Burchard en 1887. Una vez inaugurada, se trasladó una imagen tallada en madera de San Saturnino, que se encontraba en la Iglesia de San Francisco y que fue trasladada desde Quito por el obispo Gaspar de Villarroel.
El terremoto de 1985 dañó al templo, por lo que fue reforzado con estructuras metálicas que no pudieron evitar que el terremoto de 2010 dejara graves daños a la edificación, por lo que se tras mantenerse cerrada a público por algún tiempo para su restauración, reabrió nuevamente el año 2019.

## Descripción
La iglesia se ubica a un costado de la plaza Yungay, y es de estilo gótico. Presenta una planta rectangular, con una nave central y dos laterales, y una torre campanario sobre el coro. Su construcción es de albañilería de ladrillo, mientras que los pilares interiores y el cielo son de madera.